# يان فرازير (عالم طبيعي)
يان فرازير (بالإنجليزية: Ian Fraser)‏ هو عالم طبيعي أسترالي، ولد في 1951.